# Atkinsoniella vesta
Atkinsoniella vesta är en insektsart som först beskrevs av William Lucas Distant 1908.  Atkinsoniella vesta ingår i släktet Atkinsoniella och familjen dvärgstritar. Inga underarter finns listade i Catalogue of Life.